# Мученице
Мученице (енгл. Martyrs) су француско-канадски психолошки сплатер хорор филм из 2008. године, редитеља и сценаристе Паскала Ложијеа, са Моржаном Алауи и Милен Жампанои у главним улогама.
Премијера је била на Филмском фестивалу у Кану, у мају 2008. године, док је у француским биоскопима почео да се приказује 3. септембра исте године. Филм је изазвао велике контроверзе и поларизујуће рецензије критичара и публике. На сајту Ротен томејтоуз оцењен је са 64%, уз коментар да филм није за свачији укус. Иако је у почетку имао ознаку 18+, продуценти су се жалили француском министарству културе, након чега је тадашња министарка Кристин Албанел поднела захтев да се оцена промени у 16+, што је и учињено.
Године 2015. снимљен је истоимени амерички римејк.

## Радња
Године 1971, млада Луција Журин је побегла из кланице, где су је преко годину дана мучили непознати људи. Након тога, смештена је у сиротиште, где се спријатељила са аном Асауј. Петнаест година касније, Луција са пушком упада у кућу наизглед нормалне породице Белфонд и убија мужа, жену и њихових двоје деце. Испоставља се да је Луција открила да су то људи који су је мучили када је била дете. Међутим, освета и њихово убиство не помажу Луцији да се реши психолошких проблема...

## Улоге
| Глумац            | Улога             |
| ----------------- | ----------------- |
| Милен Жампанои    | Луција Журин      |
| Моржана Алауи     | Ана Асауј         |
| Катарина Бегин    | Мадемојсел        |
| Изабел Час        | створење          |
| Роберт Тупин      | господин Белфонд  |
| Патриша Туласне   | Габријела Белфонд |
| Џулијет Гослин    | Мари Белфонд      |
| Гзавје Долан      | Антони Белфонд    |
| Луиз Бојсверт     | глас Анине мајке  |
| Жан-Мари Монкелет | Етјен             |
| Емили Мискђан     | Сара              |